# مكسي (كامبريدجشير)
مکسي (كامبريدجشير) (بالإنجليزية: Maxey, Cambridgeshire)‏ هي قرية وأبرشية مدنية تقع في المملكة المتحدة في إنجلترا.